# Северный полюс-10
Северный полюс-10 (СП-10) — советская научно-исследовательская дрейфующая станция.
Открыта 17 октября 1961 года в точке с координатами 75°27" северной широты, 177°10" восточной долготы — на льдине, располагавшейся к северу от острова Врангеля. Полярников туда доставил ледокол «Ленин» из Мурманска.
Руководителем станции I смены   был Н. А. Корнилов. 17 октября 1961 по 23 октября 1962. Всего за  I смену на льдине побывало 138 человек. Завезено 510 тон груза  ( Ил-14, Ли-2, Ан-2, вертолёт Ка-15 ). В строительстве станции принимал участие атомоход "Ленин".
Размер льдины в начале смены 40 000 х 6 000 м , в конце смены 1 300 х 1 100 м.
23 октября 1962 года на станцию прибыла II смена, которую возглавил сначала В.И.Архипов (октябрь 1962 по апрель 1963), а позже, сменивший его по причине внутреннего конфликта  и исключения  Архипова из кандидатов в КПСС,  К. Б. Константинов (  с мая по октябрь 1963 ) .Всего за II смену на льдине побывало 159 человек. Принято 406 тонн груза ( Ил-14, Ли-2, Ан-2 ). Размер льдины в начале смены 1300 х 1100 м , в конце смены 600 х 500 м ( льдину разломало пополам ).
Третью смену, до закрытия,  возглавлял В.С. Захаров с 1 октября 1963 по 29 апреля 1964. Всего за III смену на льдине побывало 27 человек. Принят 71 борт ( Ил-14, Ли-2, Ан-2 )
Окончание дрейфа произошло 29 апреля 1964 года в точке с координатами 88°32" северной широты, 90°30" восточной долготы. Дрейф льдины составил 3960 километров за 914 суток со средней скоростью 4,3 км/сутки.